# سوننبرگ-ویننبرگ
سوننبرگ-ویننبرگ (به آلمانی: Sonnenberg-Winnenberg) یک شهر در آلمان است که در بیرکنفلد واقع شده‌است. سوننبرگ-ویننبرگ ۵۱۴ نفر جمعیت دارد.